# Liste der Außenminister Finnlands
Diese Liste der finnischen Außenminister listet alle finnischen Außenminister seit 1918 auf.
| Antritt            | Abgang             | Außenminister         | Leben       | Partei                               | Regierung |
| ------------------ | ------------------ | --------------------- | ----------- | ------------------------------------ | --- |
| 27. Mai 1918       | 27. November 1918  | Otto Stenroth         | 1861 – 1939 | Jungfinnische Partei                 | Kabinett Paasikivi I |
| 27. November 1918  | 28. April 1919     | Carl Enckell          | 1876 – 1959 | parteilos                            | Kabinett Ingman I, Kabinett Kaarlo Castrén                                                                                      |
| 28. April 1919     | 20. Mai 1922       | Rudolf Holsti         | 1881 – 1945 | Nationale Fortschrittspartei         | Kabinett Kaarlo Castrén, Kabinett Vennola I, Kabinett Erich, Kabinett Vennola II                                                |
| 2. Juni 1922       | 14. November 1922  | Carl Enckell          | 1876 – 1959 | parteilos                            | Kabinett Cajander I |
| 14. November 1922  | 18. Januar 1924    | Juho Vennola          | 1872 – 1938 | Nationale Fortschrittspartei         | Kabinett Kallio I |
| 18. Januar 1924    | 31. Mai 1924       | Carl Enckell          | 1876 – 1959 | parteilos                            | Kabinett Cajander II |
| 31. Mai 1924       | 31. März 1925      | Hjalmar Procopé       | 1889 – 1954 | Schwedische Volkspartei              | Kabinett Ingman II |
| 31. März 1925      | 31. Dezember 1925  | Gustaf Idman          | 1885 – 1961 | parteilos                            | Kabinett Tulenheimo |
| 31. Dezember 1925  | 13. Dezember 1926  | Eemil Nestor Setälä   | 1864 – 1935 | Nationale Sammlungspartei            | Kabinett Kallio II |
| 13. Dezember 1926  | 17. Dezember 1927  | Väinö Voionmaa        | 1869 – 1947 | Sozialdemokratische Partei Finnlands | Kabinett Tanner |
| 17. Dezember 1927  | 21. März 1931      | Hjalmar Procopé       | 1889 – 1954 | parteilos                            | Kabinett Sunila I, Kabinett Mantere, Kabinett Kallio III, Kabinett Svinhufvud II                                                |
| 21. März 1931      | 14. Dezember 1932  | Aarno Yrjö-Koskinen   | 1885 – 1951 | Nationale Sammlungspartei            | Kabinett Sunila II |
| 14. Dezember 1932  | 7. Oktober 1936    | Antti Hackzell        | 1881 – 1946 | parteilos                            | Kabinett Kivimäki |
| 7. Oktober 1936    | 16. November 1938  | Rudolf Holsti         | 1881 – 1945 | Nationale Fortschrittspartei         | Kabinett Kallio IV, Kabinett Cajander III                                                                                       |
| 16. November 1938  | 1. Dezember 1938   | Väinö Voionmaa        | 1869 – 1947 | Sozialdemokratische Partei Finnlands | Kabinett Cajander III |
| 12. Dezember 1938  | 1. Dezember 1939   | Eljas Erkko           | 1895 – 1965 | Nationale Fortschrittspartei         | Kabinett Cajander III |
| 1. Dezember 1939   | 27. März 1940      | Väinö Tanner          | 1881 – 1966 | Sozialdemokratische Partei Finnlands | Kabinett Ryti I |
| 27. März 1940      | 5. März 1943       | Rolf Witting          | 1879 – 1944 | Schwedische Volkspartei              | Kabinett Ryti II, Kabinett Rangell                                                                                              |
| 5. März 1943       | 8. August 1944     | Henrik Ramsay         | 1886 – 1951 | Schwedische Volkspartei              | Kabinett Linkomies |
| 8. August 1944     | 17. März 1950      | Carl Enckell          | 1876 – 1959 | parteilos                            | Kabinett Hackzell, Kabinett Urho Castrén, Kabinett Paasikivi II, Kabinett Paasikivi III, Kabinett Pekkala, Kabinett Fagerholm I |
| 17. März 1950      | 20. September 1951 | Åke Gartz             | 1888 – 1974 | parteilos                            | Kabinett Kekkonen I, Kabinett Kekkonen II                                                                                       |
| 20. September 1951 | 26. November 1952  | Sakari Tuomioja       | 1911 – 1964 | parteilos                            | Kabinett Kekkonen III |
| 26. November 1952  | 9. Juli 1953       | Urho Kekkonen         | 1900 – 1986 | Finnische Zentrumspartei             | Kabinett Kekkonen III |
| 9. Juli 1953       | 5. Mai 1954        | Ralf Törngren         | 1899 – 1961 | Schwedische Volkspartei              | Kabinett Kekkonen IV, Kabinett Tuomioja                                                                                         |
| 5. Mai 1954        | 20. Oktober 1954   | Urho Kekkonen         | 1900 – 1986 | Finnische Zentrumspartei             | Kabinett Törngren |
| 20. Oktober 1954   | 3. März 1956       | Johannes Virolainen   | 1914 – 2000 | Finnische Zentrumspartei             | Kabinett Kekkonen V |
| 3. März 1956       | 27. Mai 1957       | Ralf Törngren         | 1899 – 1961 | Schwedische Volkspartei              | Kabinett Fagerholm II |
| 27. Mai 1957       | 29. November 1957  | Johannes Virolainen   | 1914 – 2000 | Finnische Zentrumspartei             | Kabinett Sukselainen I |
| 29. November 1957  | 29. August 1958    | Paavo Hynninen        | 1883 – 1960 | parteilos                            | Kabinett von Fieandt, Kabinett Kuuskoski                                                                                        |
| 29. August 1958    | 4. Dezember 1958   | Johannes Virolainen   | 1914 – 2000 | Finnische Zentrumspartei             | Kabinett Fagerholm III |
| 4. Dezember 1958   | 13. Januar 1959    | Karl-August Fagerholm | 1901 – 1984 | Sozialdemokratische Partei Finnlands | Kabinett Fagerholm III |
| 13. Januar 1959    | 16. Mai 1961       | Ralf Törngren         | 1899 – 1961 | Schwedische Volkspartei              | Kabinett Sukselainen II |
| 16. Mai 1961       | 19. Juni 1961      | Vieno Sukselainen     | 1906 – 1995 | Finnische Zentrumspartei             | Kabinett Sukselainen II |
| 19. Juni 1961      | 13. April 1962     | Ahti Karjalainen      | 1923 – 1990 | Finnische Zentrumspartei             | Kabinett Sukselainen II, Kabinett Miettunen I                                                                                   |
| 13. April 1962     | 18. Dezember 1963  | Veli Merikoski        | 1905 – 1982 | Volkspartei Finnlands                | Kabinett Karjalainen I |
| 18. Dezember 1963  | 12. September 1964 | Jaakko Hallama        | 1917 – 1996 | parteilos                            | Kabinett Lehto |
| 12. September 1964 | 14. Mai 1970       | Ahti Karjalainen      | 1923 – 1990 | Finnische Zentrumspartei             | Kabinett Virolainen, Kabinett Paasio I, Kabinett Koivisto I                                                                     |
| 14. Mai 1970       | 29. Oktober 1971   | Väinö Leskinen        | 1917 – 1972 | parteilos                            | Kabinett Aura I, Kabinett Karjalainen II                                                                                        |
| 29. Oktober 1971   | 23. Februar 1972   | Olavi J. Mattila      | 1918 – 2013 | parteilos                            | Kabinett Aura II |
| 23. Februar 1972   | 4. September 1972  | Kalevi Sorsa          | 1930 – 2004 | Sozialdemokratische Partei Finnlands | Kabinett Paasio II |
| 4. September 1972  | 13. Juni 1975      | Ahti Karjalainen      | 1923 – 1990 | Finnische Zentrumspartei             | Kabinett Sorsa I |
| 13. Juni 1975      | 30. November 1975  | Olavi J. Mattila      | 1918 – 2013 | parteilos                            | Kabinett Liinamaa |
| 30. November 1975  | 29. September 1976 | Kalevi Sorsa          | 1930 – 2004 | Sozialdemokratische Partei Finnlands | Kabinett Miettunen II |
| 29. September 1976 | 15. Mai 1977       | Keijo Korhonen        | 1934 – 2022 | Finnische Zentrumspartei             | Kabinett Miettunen III |
| 15. Mai 1977       | 19. Februar 1982   | Paavo Väyrynen        | * 1946      | Finnische Zentrumspartei             | Kabinett Sorsa II, Kabinett Koivisto II                                                                                         |
| 19. Februar 1982   | 6. Mai 1983        | Pär Stenbäck          | * 1941      | Schwedische Volkspartei              | Kabinett Sorsa III |
| 6. Mai 1983        | 30. April 1987     | Paavo Väyrynen        | * 1946      | Finnische Zentrumspartei             | Kabinett Sorsa IV |
| 30. April 1987     | 31. Januar 1989    | Kalevi Sorsa          | 1930 – 2004 | Sozialdemokratische Partei Finnlands | Kabinett Holkeri |
| 31. Januar 1989    | 26. April 1991     | Pertti Paasio         | 1939 – 2020 | Sozialdemokratische Partei Finnlands | Kabinett Holkeri |
| 26. April 1991     | 5. Mai 1993        | Paavo Väyrynen        | * 1946      | Finnische Zentrumspartei             | Kabinett Aho |
| 5. Mai 1993        | 3. Februar 1995    | Heikki Haavisto       | * 1935      | Finnische Zentrumspartei             | Kabinett Aho |
| 3. Februar 1995    | 13. April 1995     | Paavo Rantanen        | * 1934      | parteilos                            | Kabinett Aho |
| 13. April 1995     | 25. Februar 2000   | Tarja Halonen         | * 1943      | Sozialdemokratische Partei Finnlands | Kabinett Lipponen I, Kabinett Lipponen II                                                                                       |
| 25. Februar 2000   | 19. April 2007     | Erkki Tuomioja        | * 1946      | Sozialdemokratische Partei Finnlands | Kabinett Lipponen II, Kabinett Jäätteenmäki, Kabinett Vanhanen I                                                                |
| 19. April 2007     | 4. April 2008      | Ilkka Kanerva         | * 1948      | Nationale Sammlungspartei            | Kabinett Vanhanen II |
| 4. April 2008      | 22. Juni 2011      | Alexander Stubb       | * 1968      | Nationale Sammlungspartei            | Kabinett Vanhanen II, Kabinett Kiviniemi                                                                                        |
| 22. Juni 2011      | 29. Mai 2015       | Erkki Tuomioja        | * 1946      | Sozialdemokratische Partei Finnlands | Kabinett Katainen, Kabinett Stubb                                                                                               |
| 29. Mai 2015       | 6. Juni 2019       | Timo Soini            | * 1962      | Perussuomalaiset                     | Kabinett Sipilä |
| 6. Juni 2019       | 20. Juni 2023      | Pekka Haavisto        | * 1958      | Grüner Bund                          | Kabinett Rinne, Kabinett Marin                                                                                                  |
| 20. Juni 2023      | amtierend          | Elina Valtonen        | * 1981      | Nationale Sammlungspartei            | Kabinett Orpo |